# Kombucha
Kombucha (nome latino Medusomyces gisevii) é um chá fermentado, levemente efervescente e adoçado, comumente consumido por seus supostos benefícios à saúde. Suco, frutas ou outros aromas são frequentemente adicionados.
Acredita-se que o Kombucha tenha se originado na China, onde a bebida é tradicional. No início do século XX, havia se espalhado para a Rússia, depois para outras partes da Europa Oriental e Alemanha. O kombucha é majoritariamente feito em casa, mas também há empresas que engarrafam e distribuem comercialmente.
Kombucha é produzido pela fermentação simbiótica de chá açucarado usando uma cultura simbiótica de bactérias e leveduras (SCOBY) comumente chamada de "mãe" ou "cogumelo". As populações microbianas em um SCOBY variam. O componente de levedura geralmente inclui Saccharomyces cerevisiae, juntamente com outras espécies; o componente bacteriano quase sempre inclui Gluconacetobacter xylinus para oxidar álcoois produzidos por levedura em ácido acético (e outros ácidos). Diz-se que as bactérias vivas são probióticas, uma das razões para a popularidade da bebida.
Inúmeros benefícios para a saúde foram relatados como correlacionados com o consumo de kombucha; há poucas evidências para apoiar qualquer uma dessas alegações. Raramente a bebida foi associada a efeitos adversos graves, que foram possivelmente decorrentes de contaminação durante a preparação caseira. A bebida não é recomendada para fins terapêuticos.

## História
As origens exatas do kombuchá não são conhecidas, embora o local de origem mais provável seja o distrito do mar de Bohai, na China. A bebida foi consumida na Rússia e de lá entrou no resto da Europa. Seu consumo aumentou nos Estados Unidos durante o início do século XXI. Com um teor de álcool inferior a 0,5%, o kombuchá não é uma bebida regulamentada pelo governo federal nos Estados Unidos.
Antes de 2015, algumas marcas de kombucha comercialmente disponíveis continham teor alcoólico que excedia esse limite, provocando o desenvolvimento de novos métodos de teste. Com a crescente popularidade nos países desenvolvidos no início do século XXI, as vendas de kombucha aumentaram depois que ele foi comercializado como uma alternativa à cerveja e outras bebidas alcoólicas em restaurantes e pubs.

## Produção
O Kombuchá pode ser preparado em casa ou comercialmente. O Kombuchá é feito dissolvendo o açúcar em água fervente não clorada. As folhas de chá são mergulhadas na água com açúcar quente e descartadas. O chá adoçado é resfriado e a cultura SCOBY é adicionada. A mistura é então vertida em um béquer esterilizado junto com chá de kombuchá previamente fermentado para diminuir o pH. O recipiente é coberto com uma toalha de papel ou tecido respirável para evitar que insetos como moscas contaminem o kombuchá.

## Kombuchá forte
Em 2019, alguns produtores comerciais de kombuchá vendiam "kombuchá forte" com um teor de álcool de mais de 5%. As marcas incluem Boochcraft, June Shine e Kombrewcha.